# 23994 Mayhan
23994 Mayhan este un asteroid din centura principală de asteroizi.

## Descriere
23994 Mayhan este un asteroid din centura principală de asteroizi. A fost descoperit pe 7 septembrie 1999 la Socorro, New Mexico, în cadrul proiectului LINEAR. Asteroidul prezintă o orbită caracterizată de o semiaxă mare de 2,44 ua, o excentricitate de 0,16 și o înclinație de 2,4° în raport cu ecliptica.